# لار، پنجاب
لار (به انگلیسی: Lar) یک منطقهٔ مسکونی در پاکستان است که در پنجاب واقع شده‌است.